# جون إرنست هارتمان
جون إرنست هارتمان (بالدنماركية: Johan Ernst Hartmann)‏ هو ملحن دنماركي، ولد في 2 مارس 1770، وتوفي في 16 ديسمبر 1844.

## وصلات خارجية
- جون إرنست هارتمان على موقع ميوزك برينز (الإنجليزية)
- جون إرنست هارتمان على موقع ديسكوغز (الإنجليزية)